# Pentametrocrinidae
Pentametrocrinidae zijn een familie van zeelelies uit de orde van de haarsterren (Comatulida).

## Geslachten
- Pentametrocrinus A.H. Clark, 1908
- Thaumatocrinus Carpenter, 1883